# História da Cidade do Cabo
Não existem muitos registos que confirmem, ou não, a ocupação humana da zona onde hoje em dia está a Cidade do Cabo antes da passagem de alguns navegadores Europeus pelo local, em meados do séc XV. Os indícios mais antigos foram encontrados nas Grutas de Peers, em Fish Hoek, que datam de cerca de 10 000 a.C..

## Chegada dos europeus

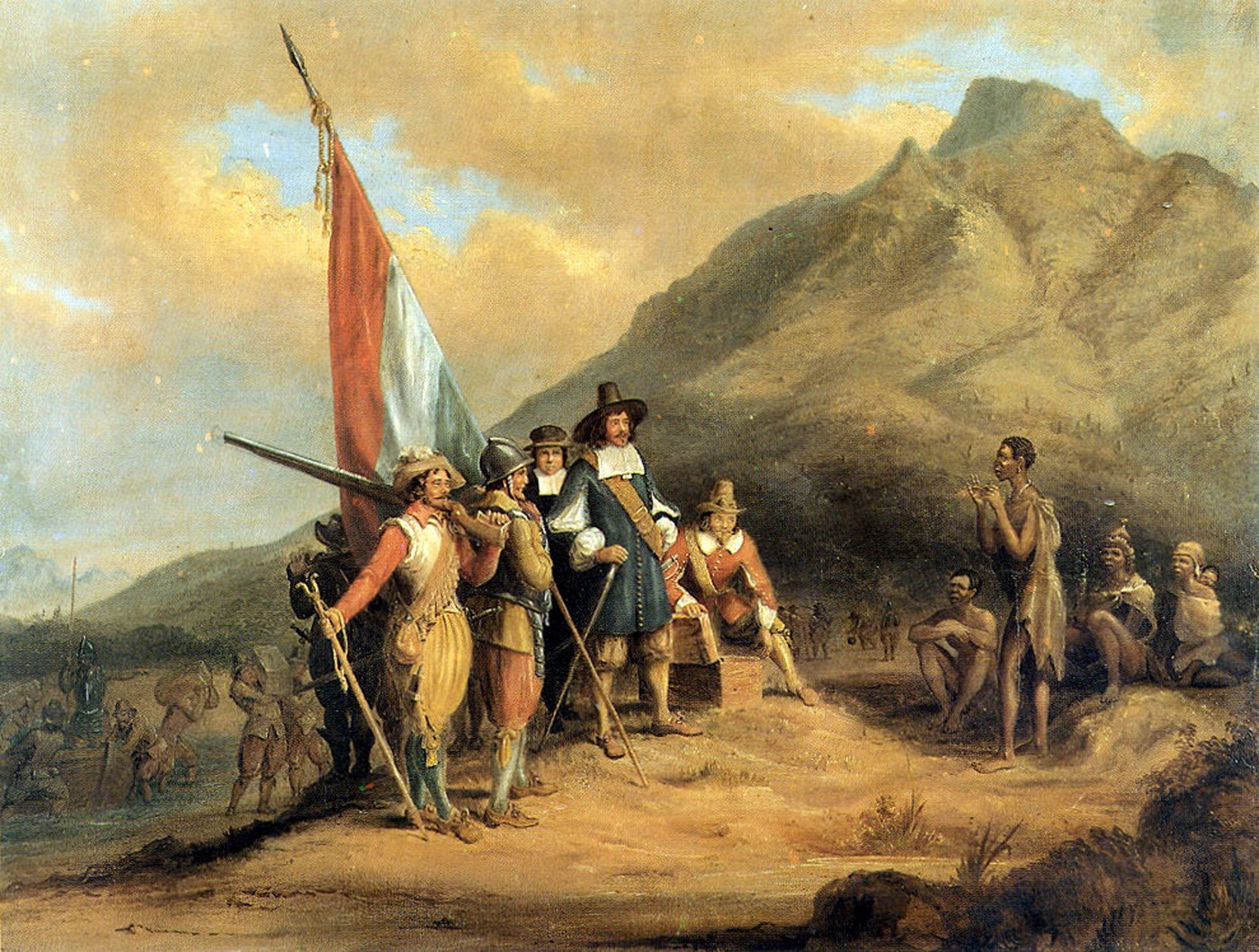
Pintura da chegada de Jan van Riebeeck na Baía da Mesa (por Charles Bell)

Pouco se sabe sobre os primeiros habitantes devido à falta de documentos comprovativos desse facto. A primeira vez que a cidade é referida foi durante a Era do Descobrimentos; Bartolomeu Dias, um explorador português passou pelo local em 1486. Onze anos mais tarde, em 1497, outro explorador português, Vasco da Gama, também navegou perto do local.

## Domínio holandês
O contacto permanente com a Europa começou apenas em 1652, quando uma delegação da Companhia Holandesa das Índias Orientais, liderada por Jan van Riebeeck aí estableceu um porto marítimo de apoio às viagens para as Índias Orientais Neerlandesas. Nessa época a cidade cresceu lentamente, sobretudo devido à falta de mão-de-obra na zona; contudo, foram importados escravos da Indonésia e de Madagáscar para ajudar no desenvolvimento local.

Mapa da Cidade do Cabo do séc XIX.

## Domínio britânico
Durante a Revolução Francesa e as Guerras Napoleônicas, a Holanda, país europeu que controlava a Cidade do Cabo, foi ocupada várias vezes pela França, deixando por isso a colónia africana desprotegida. O Reino Unido aproveitou a ocasião e ocupou o território em 1795. Contudo, um tratado assinado entre estes dois países determinou que a cidade voltaria para o comando holandês, em 1803. Apesar do acordo, três anos depois, em 1806, o Reino Unido voltou a invadir o local, ocupando-o definitivamente. Um tratado assinado em 1814 declarou que a Holanda cedia permanentemente a cidade ao domínio britânico. A partir desse momomento a Cidade do Cabo passou a ser a capital da Colónia do Cabo, território ultramarino do Reino Unido.
A descoberta de diamantes em Griqualand West em 1869, e em  Witwatersrand Gold Rush em 1886, fez com que um grande fluxo imigratório surgisse para a África do Sul. Alguns conflitos entre as repúblicas Bôeres do interior do território e o Governo Colonial Britânico culminaram na Segunda Guerra dos Bôeres (1899-1901), a qual foi ganha pelos europeus. Em 1910, o Reino Unido estableceu a União Sul-Africana que uniu a Colónia do Cabo, as duas repúblicas Bôeres e a Colónia de Natal. A partir daí a Cidade do Cabo tornou-se na capital legislativa da República da África do Sul.

## Os anos deApartheid
Nas eleições de 1948, o National Party ganhou a plataforma do  Apartheid (segregação racial). Este facto conduziu o país, e também a Cidade do Cabo, à determinação de zonas para brancos e outras para negros, fazendo desta forma a segregação racial. Alguns subúrbios multi-raciais da cidade foram a demolidos para que a acção do Apartheid fosse efectivamente cumprida. O exemplo mais flagrante desta medida foi no District Six; depois de ter sido declarado uma zona de apenas brancos em 1965, mais de 60 000 pessoas foram forçadas a mudar de residência. Muitos desses residentes foram realojados nos planos do Cabo (Cape Flats, em inglês) e em Lavendar Hill.

## Do pós-Apartheidà actualidade
A Cidade do Cabo foi a "casa" de muitos dos líderes de movimentos antiapartheid. Na ilha Robben, a 10 km da costa da cidade, estava edificada uma prisão para presos políticos onde estiveram em cativeiro alguns dos mais famosos activistas desses movimentos. Num dos mais famosos momentos que ditaram o final do Apartheid, Nelson Mandela fez o seu primeiro discurso público em décadas, no dia 11 de Fevereiro de 1990, da varanda principal do edifício da Câmara Municipal da Cidade do Cabo horas depois de ter sido libertado da prisão na ilha Robben. O seu discurso foi início de uma nova Era para o país, e as primeiras eleições livres foram levadas a cabo quatro anos depois, em 1994, no dia 27 de Abril.
Desde  o ano das primeiras eleições livres que a cidade luta contra graves problemas de saúde pública tais como o VIH/SIDA ou a tuberculose. Os crimes violentos cresceram exponencialmente devido principalmente a problemas relacionados com drogas. Ao mesmo tempo que a insegurança aumenta e a saúde atravessa tempos difíceis, a economia teve um boom devido ao turismo ao desenvolvimento do secto imobiliário.